# François Étienne Kellermann
François Étienne Kellermann, francoski general, * 4. avgust 1770, † 2. junij 1835.

## Življenjepis
Sprva je služil v huzarskem polku svojega očeta Françoisa, nato pa je bil v letih 1791-93 v diplomatski službi. Nato se je vrnil nazaj v kopensko vojsko in služil pod očetom. Velja za najsposobnejšega Napoleonovega konjeniškega poveljnika; še posebej se je izkazal med bitko pri Austerlitzu. 